# Gígia
Gigia foi uma antiga cidade romana fundada no cerro de Santa Catalina, promontório que se eleva sobre a baía de Gijón (Astúrias, Espanha), da qual provavelmente recebeu seu nome.